# Quo Vadis (album)
Quo Vadis is het tweede studioalbum van de band Nova. Het is in 1983 uitgebracht door de componisten Rob Papen, Ruud van Es en Peter Kommers. De voorkant is de originele albumhoes. Op het album Nova Best Of is voor dezelfde albumhoes gekozen. De afgebeelde hemellichamen stellen de Maan (boven) en Mars (midden achtergrond) voor. In het ruimteschip is de naam van de band, Nova, te lezen.

## Tracklist
| Nr. | Titel        | Duur |
| --- | ------------ | ---- |
| 1.  | Cygnus       | 3:40 |
| 2.  | phase        | 4:33 |
| 3.  | Contact      | 3:25 |
| 4.  | Pulsar       | 2:50 |
| 5.  | Crystal      | 3:28 |
| 6.  | Stella Maris | 3:40 |
| 7.  | Atmosphere   | 3:18 |
| 8.  | Jig (Presto) | 2:42 |
| 9.  | Vortex       | 3:40 |
| 10. | Quo Vadis    | 4:35 |